# 鈴木祐子
鈴木 祐子（すずき ゆうこ）は、日本の女性声優。

## 出演作品

### テレビアニメ
1986年
- あんみつ姫（腰元しるこ）
- タッチ（女生徒）

1987年
- のらくろクン

1989年
- 機動警察パトレイバー（芸者）
- 昆虫物語 みなしごハッチ（1989年 - 1990年、コガネムシの子、タカメ、ルル、バッタの男の子、カナブンの子供、トンボの子、テントウムシ、アボ、オル、フッコ、タミイ 他）

1990年
- たいむとらぶるトンデケマン!（お付きB、ボーイA、ミニトンデケマン）
- 魔法のエンジェルスイートミント（1990年 - 1991年、ユリ、バッチ、アイラー、マロン、プリン）

1992年
- サラダ十勇士トマトマン（ニンジン忍者、ポテトの母）

### 劇場アニメ
1993年
- 蒼い記憶 満蒙開拓と少年たち（中国人の女B）

### OVA
1989年
- 神州魑魅変（青の魑魅）

1993年
- 今日から俺は!!
- 難波金融伝・ミナミの帝王（ホステスA）

### 吹き替え
- グーニーズ（データの妹〈リサ・クアン〉）※TBS版
- サンタクロース ※テレビ朝日版
- デッドライン/おまえを渡さない